# Arjan Bimo
Arjan Demir Bimo (auch Arian Bimo; * 1959 in Tirana) ist ein ehemaliger albanischer Fußballspieler.

## Karriere

### Verein
Bimo spielte von 1978 bis 1986 für 17 Nëntori Tiranë. Während seiner Zeit dort gewann er zwei Meistertitel in der Kategoria e Parë, den höchsten albanischen Fußballliga, in den Jahren 1982 und 1985. 

### Nationalmannschaft
Zwischen 1982 und 1985 absolvierte Bimo sechs Länderspiele für die albanische Nationalmannschaft. Sein Debüt gab er im Oktober 1982 in einem EM-Qualifikationsspiel gegen die Türkei. Sein letztes Länderspiel bestritt er im Oktober 1985 während der Qualifikation zur FIFA-Weltmeisterschaft gegen Griechenland.
2021 wurde er vom Staatspräsidenten Ilir Meta mit dem Orden Großmeister geehrt.